# Quicksilver Messenger Service (album)
| Recensione                        | Giudizio            |
| --------------------------------- | ------------------- |
| AllMusic                          | [ 2 ]               |
| Ondarock                          | (Disco consigliato) |
| The New Rolling Stone Album Guide | [ 4 ]               |
| Sputnikmusic                      | 4.0 (Excellent)     |
| Piero Scaruffi                    | [ 6 ]               |
| Dizionario del Pop-Rock           | [ 7 ]               |
| 24.000 dischi                     | [ 8 ]               |

Quicksilver Messenger Service è il primo album del gruppo omonimo di rock psichedelico di San Francisco, fu pubblicato nel maggio del 1968 dalla Capitol Records.
L'album raggiunse la posizione numero 63 della classifica di Billboard 200 il 22 giugno 1968.

## Tracce
Lato A
1. Pride of Man – 4:06 (Hamilton Camp)
2. Light Your Window – 2:39 (David Freiberg, Gary Duncan)
3. Dino's Song – 3:07 (Dino Valenti)
4. Gold and Silver – 6:44 (Gary Duncan, Steve Schuster)

Durata totale: 16:36
Lato B
1. It's Been Too Long – 2:56 (Ron Polte)
2. The Fool – 12:10 (David Freiberg, Gary Duncan)

Durata totale: 15:06

## Formazione
- Gary Duncan - chitarra, voce solista
- John Cipollina - chitarra
- David Freiberg - basso, viola, voce
- Greg Elmore - batteria[13]